# Интерперсонална психоанализа
Интерперсонална психоанализа је заснована на теоријама америчког психијатра Хари Стек Саливана (1892—1949) који је веровао да детаљи пацијентове међуљудске интеракције са другима могу пружити увид у узроке и лекове душевних болести.
Садашњи лекари наглашавају карактеристике попут детаљног описа клиничког искуства и узајамности међуљудског процеса.

## Саливан и неофројдовци
Заједно са осталим неофројдовцима интерперсоналне психоанализе, као што су Карен Хорнај, Ерих Фром, Клара Томпсон и Фрида Фром Рајхман, одрекао се Фројдове теорије.
Попут Саливана, делили су интердисциплинарни нагласак који је требало да буде важан део наслеђа међуљудске психоанализе, утичући на саветнике, свештенство, социјалне раднике и друго.

## Селективна непажња
Саливан је предложио да пацијенти психолошким понашањем описаним као селективна непажња, појам који је у одређеној мери прешао у уобичајену употребу, могу држати изван свести одређене аспекте или компоненте својих међуљудских односа.
Механизми одбране, који функционишу пре потискивања, делују тако што блокирају свако обавештавање о претњи, а селективна непажња такође може бити пропраћена селективним неучествовањем.
Аналитичар идентификује обе одбрамбене методе које користе пацијенти испитивањем његовог контратрансфера.

## Персонификације
Саливан је нагласио да би се анализе психотерапеута требале фокусирати на односе пацијената и личне интеракције како би се стекло знање о персонификацији.
Анализе би се састојале од детаљног преиспитивања личних интеракција, чак и оних са самим аналитичаром.
Персонификације могу бити основа за оно што је Саливан назвао паратаксичним дисторзијама интерперсоналног поља. Као и у ортодоксној психоанализи, паратаксично изобличење може, ако га аналитичар идентификује, доказати плодне трагове о природи пацијентовог унутрашњег света.

## Критика
Саливан је критикован због измишљања (понекад непрозирних) неологизма за успостављене психоаналитичке концепте.